# هارولد یانگ
هارولد یانگ (انگلیسی: Harold Young؛ ‏ ۱۳ نوامبر ۱۸۹۷ – ۳ مارس ۱۹۷۲) کارگردان فیلم، تدوین‌گر و بازیگر اهل ایالات متحده آمریکا بود.
از فیلم‌هایی که وی در آن‌ها نقش داشته‌است، می‌توان به زندگی خصوصی هلن تروی، نقاشی فرشته، جاذبه‌های شهر بزرگ، خیابان ۵۲ام، خواب با صدای بلند، هر دقیقه یک نفر به دنیا می‌آید و روح یخ‌زده اشاره نمود.